# دون هاندفيلد
دون هاندفيلد (بالإنجليزية: Don Handfield)‏ هو منتج أفلام وكاتب سيناريو ومخرج وممثل أمريكي، ولد في 26 نوفمبر 1971 في الولايات المتحدة.

## أعمال

### أفلام
- (1998) ديب إمباكت[4][5][6]
- (2014) اقتل الرسول[7][8]

## وصلات خارجية
- دون هاندفيلد على موقع IMDb (الإنجليزية)
- دون هاندفيلد على موقع ألو سيني (الفرنسية)
- دون هاندفيلد على موقع أول موفي (الإنجليزية)
- دون هاندفيلد على موقع قاعدة بيانات الأفلام السويدية (السويدية)
- دون هاندفيلد على موقع قاعدة بيانات الفيلم (الإنجليزية)
- دون هاندفيلد على موقع كينوبويسك (الروسية)